# Live at the Royal Albert Hall (Nick Cave and the Bad Seeds)
Live at the Royal Albert Hall è un album dal vivo del gruppo musicale australiano Nick Cave and the Bad Seeds, pubblicato nel 2008.

## Tracce
1. Lime Tree Arbour – 3:41
2. Stranger than Kindness – 5:03
3. Red Right Hand – 5:18
4. I Let Love In – 4:12
5. Brompton Oratory – 3:47
6. Henry Lee – 4:03
7. The Ship Song – 4:15
8. Where the Wild Roses Grow – 4:12
9. People Ain't No Good – 6:11
10. Do You Love Me? – 4:31
11. Far From Me – 6:12
12. The Mercy Seat – 5:12

## Formazione
- Nick Cave - voce
- Warren Ellis - violino
- Blixa Bargeld - chitarra, voce
- Mick Harvey - chitarra, organo, vibrafono
- Conway Savage - piano, organo
- Martyn Casey - basso
- Thomas Wydler - batteria
- Jim Sclavunos - percussioni